# Teocon
Teocon (traduzione italiana di Theoconservative, Theocon) è un neologismo derivante dall'unione del prefisso "Teo" (e quindi Dio, dal greco antico Theòs) e conservatorismo. Tale termine, coniato nel mondo anglosassone e in particolare statunitense, è oggi diffuso in Europa, non di rado con un significato diverso da quello originale.

## Negli Stati Uniti d'America
Negli USA con il termine theocon  si indicano gli  appartenenti a settori del mondo cristiano  che uniscono posizioni politicamente conservatrici con la difesa di alcuni temi sociali a significativa impronta religiosa. Si tratta in genere di appartenenti alla tradizione protestante degli Stati Uniti.
Sovente il termine è erroneamente confuso con neocon. Sebbene alcuni theocons possano essere vicini al movimento neocon e viceversa, si tratta di due concetti decisamente diversi, riferendosi, il primo, al rapporto tra politica e religione e, il secondo, a una particolare teoria di politica estera.

## Uso in Italia
Il termine teocon è stato usato anche in Italia a partire dal 2004, fuori dall'ambito culturale statunitense di riferimento primario del termine, per indicare alcuni movimenti cattolici o persone di orientamento cattolico e conservatore. Tra questi, Comunione e Liberazione, l'Opus Dei e i Legionari di Cristo.
È stato usato anche in riferimento ad alcune personalità del mondo politico e culturale, come il filosofo ed ex-Presidente del Senato Marcello Pera, il giornalista e direttore della testata Il Foglio Giuliano Ferrara, la scrittrice e giornalista fiorentina Oriana Fallaci (nonostante il termine primigenio usato al loro riguardo fosse "ateocon"), il politologo Ernesto Galli della Loggia, il parlamentare UdC Ferdinando Adornato.